# Phong quỳ suối
Phong quỳ suối hay còn gọi hồ chưởng thảo (danh pháp khoa học: Anemone rivularis) là một loài thực vật có hoa trong họ Mao lương. Loài này được Buch.-Ham. ex DC. miêu tả khoa học đầu tiên năm 1817.

## Hình ảnh

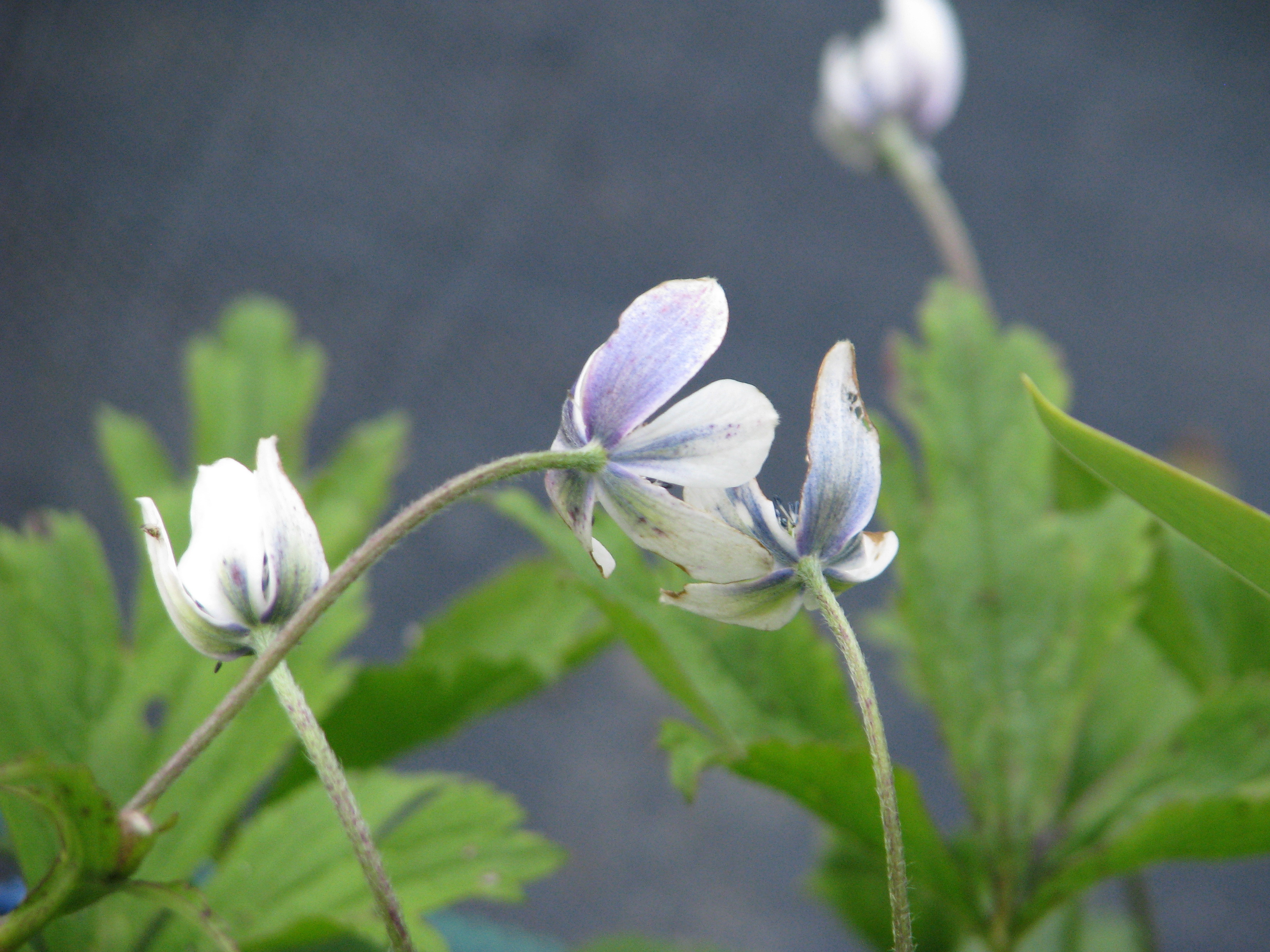
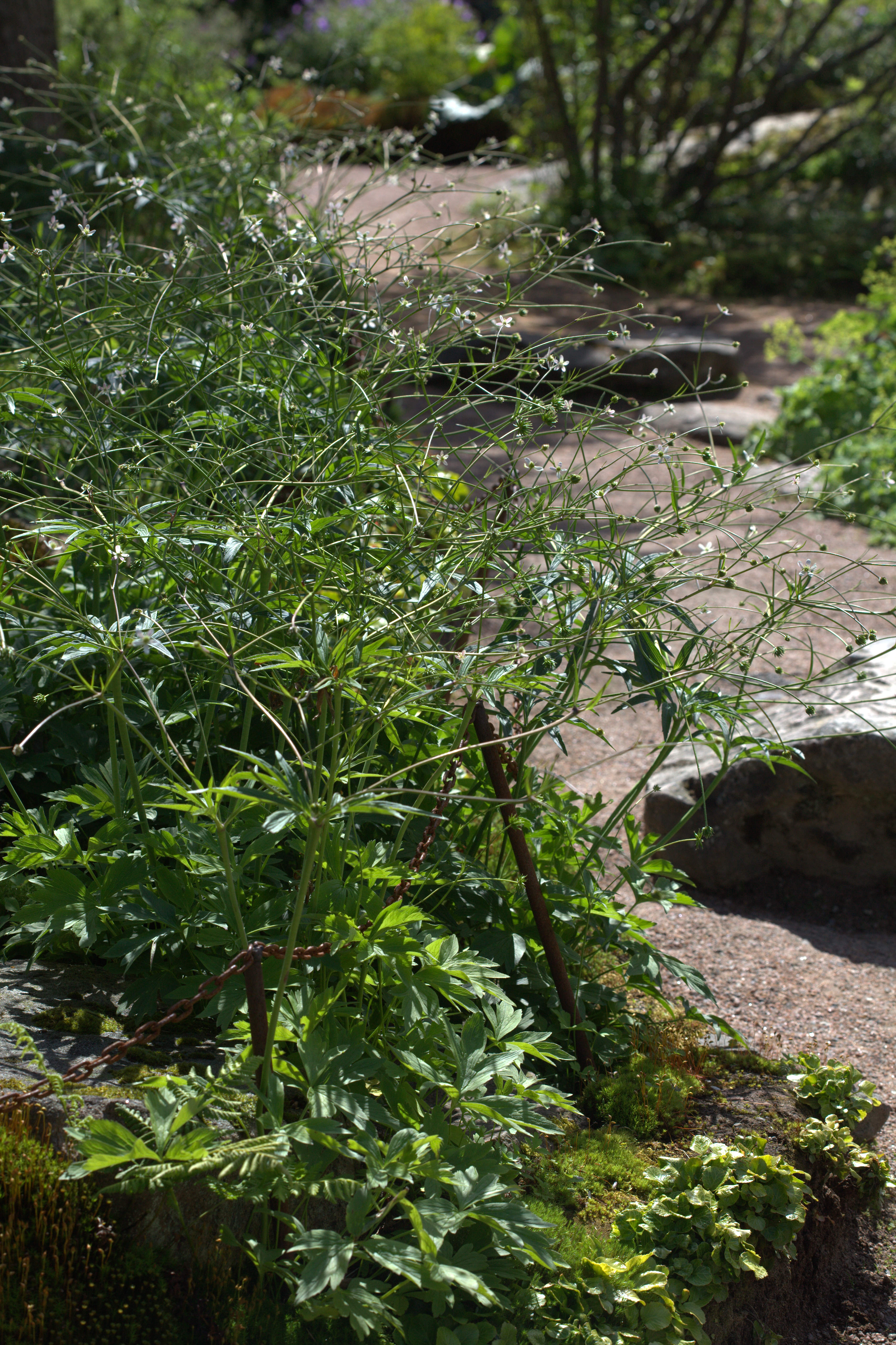
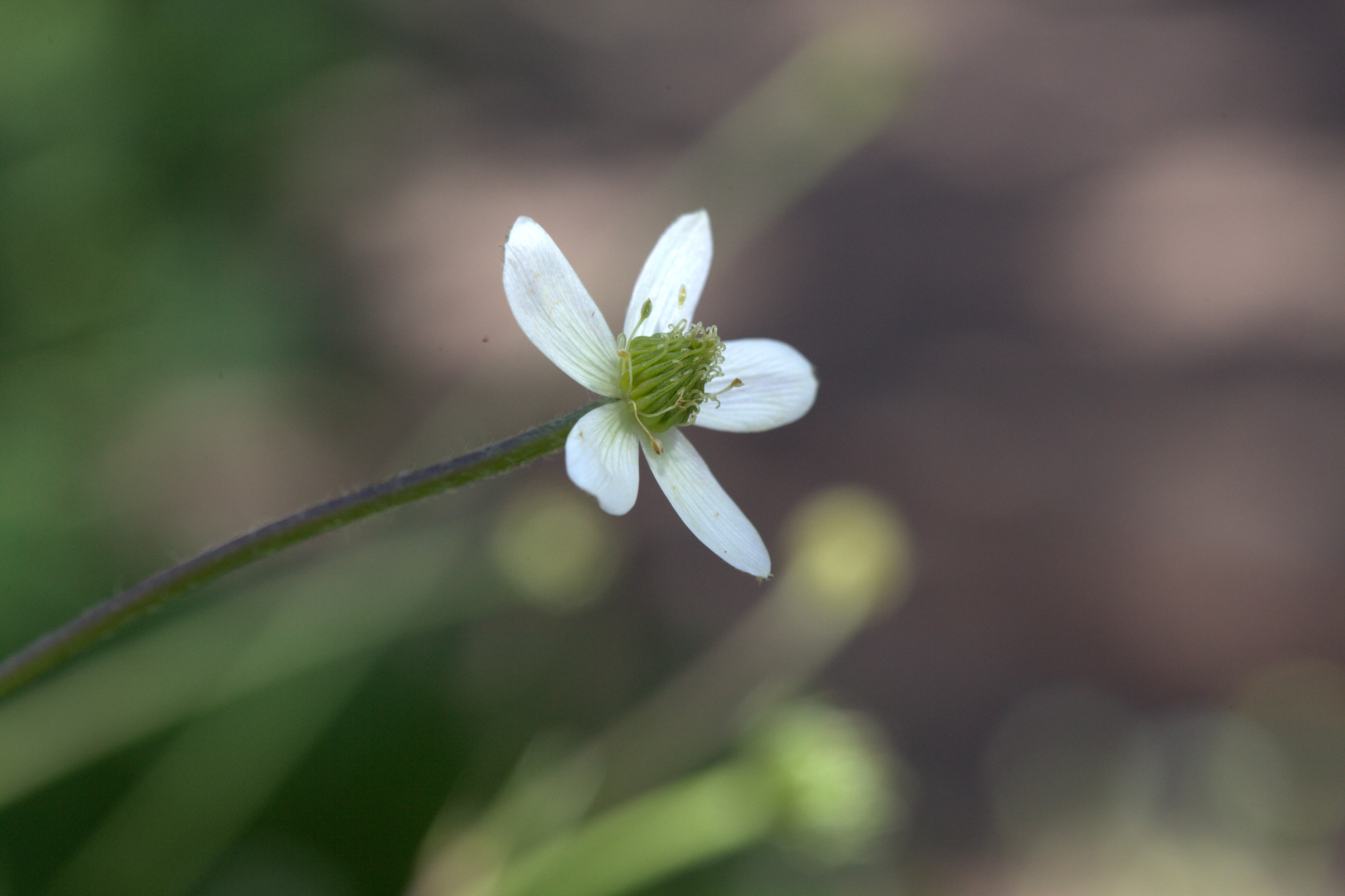
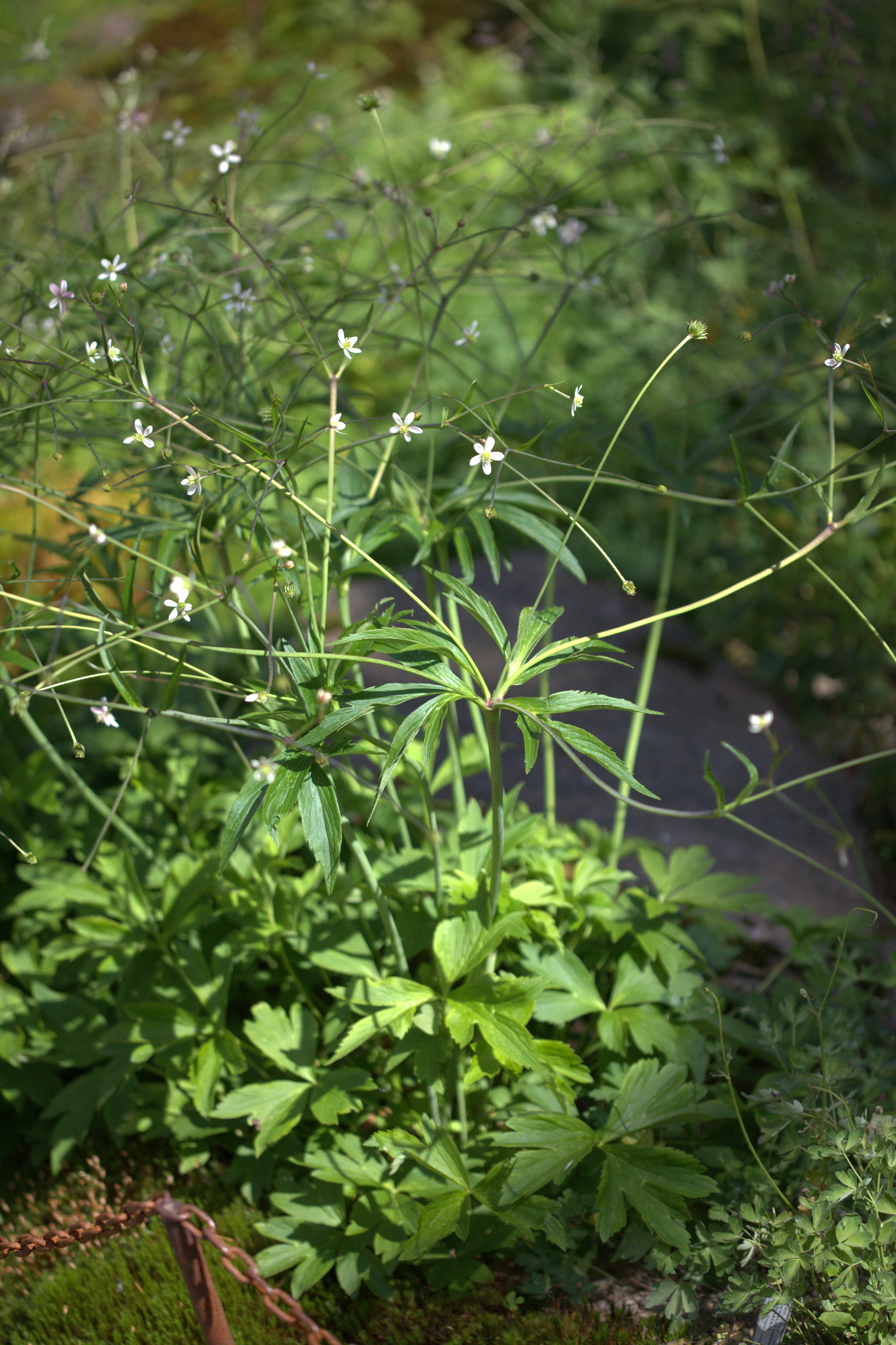